# Callasopia
Callasopia är ett släkte av fjärilar. Callasopia ingår i familjen mott.
Kladogram enligt Catalogue of Life:
| Callasopia | \| \| Callasopia rosealis \| \| \| \| \| \| Callasopia semirufalis \| \| \| \| \| \| Callasopia undulilinea \| \| \| \| |
|            | \| \| Callasopia rosealis \| \| \| \| \| \| Callasopia semirufalis \| \| \| \| \| \| Callasopia undulilinea \| \| \| \| |
|            | Callasopia rosealis |
|            | |
|            | Callasopia semirufalis                                                                                                  |
|            | |
|            | Callasopia undulilinea                                                                                                  |
|            | |